# Неделчо Ганчовски
Неделчо Цветков Ганчовски е български обществен и културен деец, личен секретар на Георги Димитров.

## Биография
Роден е на 5 ноември 1920 г. През 1942 г. е съден заедно с Добри Джуров, Желязко Колев Милев, Дечо Стефанов Дечев, Манахил Желязков Манахилов, Станка Гочева Стоянова, Бойчо Викторов Григоров. От 1945 до смъртта на Георги Димитров през 1949 г. е негов втори секретар, а първия му секретар е Асен Григоров. Бил е инструктор, завеждащ сектор и заместник-завеждащ на отдел при ЦК на БКП. От 1961 до 1966 г. е началник на Управление „Радио и Телевизия“. Между 1969 и 1983 г. е директор на Партиздат. Умира на 31 май 1983 г. Написва два тома спомени за Димитров, озаглавени „Дните на Димитров, каквито ги видях и записах“ (1975). Освен това е автор на мемоарните книги „Портрет на едного“, „Бдения“, „Терзания“ и др.